# 双重家庭
《双重家庭》（Une double famille）是巴尔扎克的一部小说，1830年初版时名为《贞洁的女人》（la Femme vertueuse），收集在玛门、德洛奈-瓦莱版《私人生活场景》集中，1832年再版。1835年收录于贝谢夫人编辑的《风俗研究》。1842年改为现名，收录于《人间喜剧》第一卷。
小说讲述格朗维尔伯爵因钱娶了安杰莉克为妻，但后者醉心宗教，无法忍受丈夫置身其中的那种上流社会的生活。格朗维尔很快就厌倦了妻子，爱上了一个刺绣女工卡洛琳娜·克罗夏尔。格朗维尔在两个家庭中周旋，最终向发妻摊牌。他与两人都育有数个子女，与妻子所生的子女都飞黄腾达。卡洛琳娜跟一个年轻男子逃走，她的一个儿子还沦为盗窃犯。